# Павлопільська сільська рада (Волноваський район)
| Павлопільська сільська рада — колишній орган місцевого самоврядування у Волноваському районі Донецької області з адміністративним центром у с. Павлопіль. Сільській раді підпорядковані населені пункти: - с. Павлопіль - с. Пищевик - с. Черненко |

## Склад ради
Рада складається з 16 депутатів та голови.

## Керівний склад сільської ради
| ПІБ                       | Основні відомості                                                         | Дата обрання | Дата звільнення |
| ------------------------- | ------------------------------------------------------------------------- | ------------ | --------------- |
| Шапкін Сергій Віталійович | Сільський голова, 1963 року народження, освіта, безпартійний              | 26.03.2006   | 31.10.2010      |
| Шапкін Сергій Вітальович  | Сільський голова, 1963 року народження, освіта вища, член Партії регіонів | 31.10.2010   |                 |

Примітка: таблиця складена за даними джерела